# Тревіс Аутло

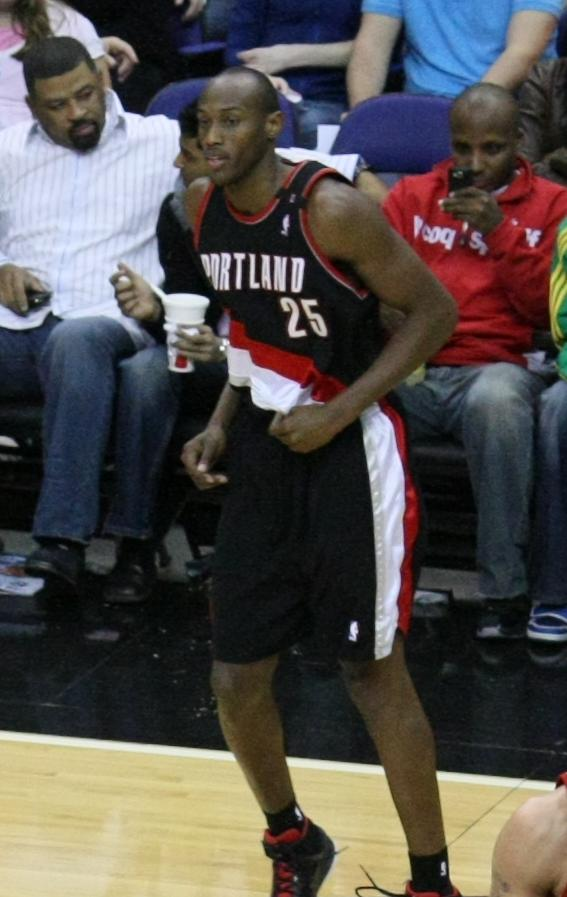
Тревіс Аутло

Тревіс Маркез Аутло (англ. Travis Marquez Outlaw; *18 вересня 1984) — американський професійний баскетболіст, який виступав за декілька клубів НБА.

## Кар'єра у НБА
Тревіса було обрано на драфті 2003 під 23 загальним номером клубом «Портленд Трейл-Блейзерс». За перші 5 років у НБА, виступаючи лише за цей клуб, Аутло набирав за гру в середньому 8.6 очок (реалізація з гри — 44.2%) та 3.2 підбирань.
18 квітня 2007 Аутло встановив новий особистий рекорд результативності в іграх регулярної першості — 36 очок у матчі проти «Голден-Стейт Ворріорс». 1 липня 2007 у Тревіса завершився термін дії контракту із клубом. 17 липня 2007 він продовжив контракт на 3 роки.
У лютому 2010 Тревіс перейшов у «Лос-Анджелес Кліпперс».
8 липня 2010 Аутло підписав контракт із «Нью-Джерсі Нетс».
15 грудня 2011 його було звільнено, а через 2 дні він став гравцем «Кінґс».